# 세계 반도핑 기구
세계반도핑기구(世界反도핑機構, 영어: World Anti-Doping Agency, WADA)는 도핑에 반대하는 운동을 세계적인 규모로 추진하기 위해 세워진 국제적인 감시 기관이다. 본부는 캐나다 몬트리올에 있다. 국제올림픽위원회가 주최한 도핑에 관한 세계 회의에서 채택된 로잔 선언에 근거해 1999년 11월에 설립됐다. 세계반도핑기구는 각국에서 인정하는 검사 기관(현재 33개 기관)에 위탁해 도핑 검사를 하고 있다.

## 같이 보기
- 국제올림픽위원회
- 반도핑
- 스포츠중재재판소
- 한국도핑방지위원회